# Biblioteca Popular Jacinto Laguna
La Biblioteca Popular Jacinto Laguna se encuentra ubicada en la ciudad de Nueva Palmira, Departamento de Colonia, Uruguay. Es la Biblioteca Popular más antigua del interior y la segunda del país. Forma parte del Patrimonio Cultural de la Nación, tras ser declarada Monumento Histórico Nacional en el año 2023.

## Historia
La Biblioteca Popular Jacinto Laguna es producto de la Sociedad de Amigos de la Educación Popular creada en Nueva Palmira, por iniciativa del Sr. Jacinto Laguna, integrante de esa sociedad, que conformaba junto a José Pedro Varela. A fines de 1869, Laguna le envió una carta a Varela expresando su deseo de poseer una biblioteca popular en Nueva Palmira, esta carta fue leída y respondida por la Sociedad de Amigos de Montevideo. José Pedro Varela firmó y mandó la nota de aprobación, brindándole todo su apoyo y dándole algunos consejos para encarar este proyecto. La Comisión de la Sociedad de la Educación Popular se reunió el 12 de noviembre de 1871 y acordó, entre otros asuntos, contestar la nota el 16 de septiembre de 1871, además de agradecerle el envío de libros y la sugerencia de la fundación de la biblioteca en ese pueblo. 
El 8 de diciembre de 1871 se nombró una comisión para la recolección de libros para la Biblioteca Popular, formada por:
- Presidente: Claudio Villarino
- Vicepresidente: Antonio Berardo
- Secretario: Martín Castillo
- Vocales: Bautista Cayrolle, Tomas Rrad

Esta comisión, la primera de la biblioteca popular, se encargó de ir puerta por puerta recolectando libros. Al 12 de marzo ya habían recibido 186 volúmenes de Nueva Palmira, 189 de Montevideo y 44 de Buenos Aires. El 18 de mayo de 1873 la comisión decidió que el próximo 25 la biblioteca se abriría al público. Y a partir de 1914 pasó a llamarse Biblioteca Popular Jacinto Laguna, haciendo mención al impulsor y fundador de la misma. De esta forma, la Biblioteca Popular se convirtió en la biblioteca más antigua del interior del país.
En 2018, en conmemoración del 145° aniversario de la biblioteca, se realizó un ciclo de charlas abiertas al público, en el que se entrevistaron a personas locales de diversos ámbitos (cocina, literatura, deportes, educación, entre otras). Este ciclo estuvo a cargo del periodista y escritor Alfredo Zaldúa, quien actualmente preside la comisión directiva de la Biblioteca y quien, además, asistió a una de las charlas como entrevistado, en honor a su aniversario como escritor, siendo el entrevistador en esa ocasión el periodista Facundo Nano González, quien actualmente es secretario de la comisión de la biblioteca.
La biblioteca ha logrado mantenerse en pie gracias al mínimo aporte que realizan los socios, además de donaciones, pero en condiciones de precariedad. En el año 2021, luego de reiteradas solicitudes de apoyo para cubrir los gastos y pagar el salario de la funcionaria, la Intendencia de Colonia comenzó a enviar una partida de dinero mensual, de 4000 pesos uruguayos (aproximadamente 1/4 del salario mínimo nacional). En 2022, la partida aumentó un 50%, siendo insuficiente para asegurar la estabilidad económica.
El 25 de mayo de 2023, en el marco del aniversario de su 150° aniversario y del Día Nacional del Libro, la biblioteca tuvo una amplia difusión a nivel nacional, lo que llevó a que la Comisión del Patrimonio Cultural de la Nación, dependiente del Ministerio de Educación y Cultura, la declare Monumento Histórico Nacional. Su presidente, Alfredo Zaldúa, manifestó que para la biblioteca, "el éxito mayor es su permanencia". La biblioteca alberga uno de los libros más antiguos del país: "Los emblemas de Alciato", edición del año 1549.
En abril de 2025, durante la campaña electoral municipal, la Comisión Directiva Honoraria de la Biblioteca Popular “Jacinto Laguna” emitió dos comunicados públicos dirigidos a la opinión pública, en los que expresó su rechazo al uso de la institución en propuestas políticas sin consulta previa. En particular, se refirió a la inclusión de la biblioteca en el programa del entonces candidato a alcalde por el Partido Nacional, Andrés Passarino, sin haber mediado diálogo institucional. Esto generó reacciones dentro de las filas políticas nacionalistas, que cuestionaron el accionar de la comisión directiva de la biblioteca. El mismo candidato (posteriormente electo alcalde), manifestó que la Biblioteca percibía dinero de las arcas municipales gracias a la gestión del Municipio. En los comunicados de la biblioteca, la Comisión reafirmó el carácter plural, privado y sin fines de lucro de la biblioteca, su independencia de toda ideología política, religiosa o deportiva, y su sostenimiento económico a través de aportes privados. Asimismo, aclaró que las gestiones de apoyo económico ante la Intendencia fueron realizadas directamente por la Comisión, sin intervención del Gobierno Municipal, y repudió públicamente las acusaciones de “hacer política” por haber recibido en sala a un candidato, señalando que la biblioteca mantiene abiertas sus puertas a toda expresión comunitaria sin excepción. 

## Actualidad
Actualmente, la Biblioteca Popular se mantiene gracias a los socios (que abonan una cuota mensual de bajo costo) y las donaciones que recibe. Además, la institución percibe un ingreso mínimo proveniente de la Intendencia de Colonia.  
Dentro de las actividades que se realizan en la biblioteca, se destaca el Taller de Teatro, orientado por Alfredo Zaldúa y Mirna Vico, al que asisten niñas y niños de distintas edades y que realizan muestras teatrales cada año abiertas al público. Durante todo el año, estudiantes de inicial, primaria y secundaria visitan la biblioteca y participan de jornadas de lectura o simplemente a disfrutar de la lectura. Recientemente se refaccionó un rincón de lectura infantil, cuyos libros se compran con la totalidad de los ingresos del taller de teatro. 
La comisión directiva honoraria está presidida por el escritor y periodista Alfredo Zaldúa, referente histórico en la gestión de la biblioteca. Lo acompañan Raúl Padín (vicepresidente), Karina Paolini (secretaria), Sandra Bardier (tesorera), Mirna Vico (bibliotecaria), y las vocales María del Luján Bardier y Laura Vico. La comisión fiscal está integrada por Nora Daudet, Sandra Tachini y María Inés Sabalsagaray. 